# South Gneiss
Der South Gneiss ist ein Hügel mit abgeflachtem Gipfel auf Signy Island im Archipel der Südlichen Orkneyinseln. Er ist der südliche der beiden Gneiss Hills. Vom North Gneiss trennt ihn der Hawes Col.
Der Falkland Islands Dependencies Survey nahm zwischen 1947 und 1950 Vermessungen vor. Luftaufnahmen entstanden 1968 durch die Royal Navy. Das UK Antarctic Place-Names Committee benannte ihn 2004.